# Pterygascidia inversa
Pterygascidia inversa är en sjöpungsart som beskrevs av Monniot 1991. Pterygascidia inversa ingår i släktet Pterygascidia och familjen Agneziidae. Inga underarter finns listade i Catalogue of Life.